# Karsay Ferenc (térképész)
Karsay Ferenc (Nyíregyháza, 1931 – Budapest, 2010. október 2.) magyar földmérőmérnök (geodéta), térképész, egyetemi tanár.

## Életpályája
A debreceni református kollégiumban kezdte tanulmányait, ahol az értelmiségi pálya (irodalom, oktatás) felé vonzódott, de szülei tanácsára mérnöknek tanult tovább. 1950-ben felvételizett a frissen indult földmérnöki karra Sopronba, ahonnan katonai behívással került a Budapesti Műszaki Egyetem Hadmérnöki Kar Térképészeti Tagozatára, hallgatónak. 1954-ben kitüntetéses oklevéllel fejezte be a földmérőmérnöki és térképész-hadmérnöki szakot. 
Egyetem után a Honvéd Térképészeti Intézetbe került, ahol térképész tisztként (terepfelmérő topográfus), majd kartográfiai alosztályvezetőként dolgozott. 1957-ben Rédey István professzor, meghívta oktatónak a Hadmérnöki Karon lévő Térképészeti Tanszékre. Innen került át - a Hadmérnöki Kar megszűntével - az Építőmérnöki Kar Általános Geodézia tanszékére előbb mint tanársegéd, majd mint adjunktus. Itt doktorált 1961-ben kozmikus geodéziai témában.
Az 1961-62-es tanévben Irmédi-Molnár László kéri fel az ELTE Térképtudományi tanszékére meghívott előadónak. Itt térképészeti matematikát, vetülettant, geodéziát, fotogrammetriát, földrajzi helymeghatározást és topográfiát - tehát a térképezéshez szükséges felmérési ismereteket - oktatta a térképész szakos hallgatóknak.
A 60-as években, néhány éven keresztül - szintén másodállásban - oktatott mérnöki- és építőipari geodéziát, a közlekedési és a földmérési főiskolákon is. Ebben az időszakban, a nevéhez kötődik rengeteg külföldi szakirodalom honosítás, és több egyetemi, főiskolai jegyzet megírása. 1961-1976 között hét egyetemi és főiskolai jegyzetet adott közre.
Ekkoriban fordult az érdeklődése a geodézia és fotogrammetria építőipari felhasználása felé. 1964-től az akkori építésügyi minisztérium egyik tervező vállalatához került főállásban, a Földmérő és Talajvizsgáló Vállalatához, BME oktatói pályáját otthagyva.
1972-től főosztályvezető, majd szakági főmérnök több nagy, országos jelentőségű építkezésen (Tiszai Vegyi Kombinát, Bélapátfalvi Cementgyár, Ózdi Kohászati Üzemek, Százhalombattai Erőmű, budapesti metró és Duna-hidak stb.). 
1992-ben ment nyugdíjba, de az ELTE Térképtudományi Tanszékén még ezután is jó néhány éven keresztül oktatott. Szakmai munkájáért 2002-ben megkapta az ELTE Pro Universitate kitüntetését.
A nevéhez kötődik több mint 140 publikáció, amelyek zöme mérnöki és kozmikus geodéziai kérdésekkel foglalkozik. Számos cikke jelent meg a kiegyenlítő számítások témaköréből, ahol a legkorszerűbb matematikai módszerek alkalmazója. Szerkesztője volt a Magyar Geodéziai és Kartográfiai Irodalom bibliográfiának. Kidolgozta a Baranyi-féle vetületek vetületi egyenleteit. Szakmatörténeti témájú könyvet írt "Térképészeti műszerek története Európában 1789-ig" és "A nemzetközi geodézia és kartográfia jeleseinek lexikona" címmel. (I-II. kötet), melyek CD lemezen jelentek meg (2002, 2004). Írt a 18-19. századforduló magyar vízépítési munkálatainak műszertani vonatkozásai (2002), A geodézia és kartográfia Magyarországon a XX. században címmel (könyvrészlet, 1999).
Egész pályafutása során aktívan tevékenykedett a Magyar Földmérési, Térképészeti és Távérzékelési Társaságban. 1976-1985 között a Mérnökgeodéziai Szakosztály titkára volt, 1986-1990 között betöltötte a társaság főtitkára tisztségét. 1984-ben kapta meg a Lázár deák emlékérmet, majd 1999-ben a társaság örökös tagjává választotta. 1999-től 2007-ig vezette a Szakmatörténeti Szakosztályt. A Magyar Térképbarátok Társulata tiszteletbeli elnökségének tagja volt.